# ミントグリーン
ミントグリーン（薄荷色〈はっかしょく〉、英: Spring Green）は、緑系統の色。

## 薄荷色
ややシアンに近い緑色を指す。

### 鉱石
- フォスフォフィライト
- トルマリン

### 植物
- ニホンハッカ
- ペパーミント
- ミント

## ミントグリーン
薄荷色よりやや薄めのを指す。

### 鉱石
- 緑柱石
- トルマリン

### 植物
- アロマティカス
- キューバミント
- カラテア
- アジサイ（一部のみ）
- ヴィフポット